# سيرجي كانوس
سيرجي كانوس (مواليد 2 فبراير 1997) هو لاعب كرة قدم إسباني يلعب في مركز الجناح في نادي برينتفورد.

## روابط خارجية
- سيرجي كانوس على موقع الاتحاد الأوربي (الإنجليزية)
- سيرجي كانوس على موقع قاعدة بيانات كرة القدم.إي يو (الإنجليزية)
- سيرجي كانوس على موقع Soccerbase.com (لاعب) (الإنجليزية)
- سيرجي كانوس على موقع Soccerway.com (الإنجليزية)
- سيرجي كانوس على موقع عالم كرة القدم.نت (الإنجليزية)
- سيرجي كانوس على موقع AS.com (الإسبانية)